# 澤入重雄
澤入 重雄（さわいり しげお、1963年5月8日 - ）は、静岡県清水市（現：静岡県静岡市）出身の元サッカー選手、サッカー指導者。ポジションはFW（センターフォワード）。JFA公認S級コーチ（2004年取得）。

## 経歴
静岡県立清水東高等学校時代は望月達也、反町康治らと共に高校総体2連覇（1980、1981年度）、高校選手権準優勝（1980年度）に貢献。法政大学を経て、1986年に日本サッカーリーグ2部のトヨタ自動車へ入部。打点の高いヘディングを武器に センターフォワードとして活躍し、Jリーグの発足により名古屋グランパスエイトとなってからも活躍、初代主将を務めた。1995年に現役引退。
引退後は名古屋のスタッフを経て、中京大学の監督を務め後進の指導に努めたほか、中日スポーツ評論家、東海テレビの『グランパスExpress』解説等を務めた。
イギリスでコーチング講習を受講していた際に知人の紹介からリヴァプールFCのヘッドコーチだったアレックス・ミラーと親交を持ち、2008年5月にジェフユナイテッド市原・千葉の監督に就任したミラーの指名により、千葉のヘッドコーチに就任。ミラーが諸手続きを終えるまでは、監督代行としてリーグ戦2試合の指揮を執った。2009年7月、成績不振によるミラーの監督解任とともに千葉のヘッドコーチの職を解かれた。
退任後はスカパー!の名古屋のホームゲーム（制作協力は中京テレビ放送）の解説者や中日スポーツの評論などを行っていた。
2014年11月、カターレ富山のゼネラルマネージャーに就任。監督として岸野靖之を招聘したが、成績不振に伴い2015年8月に岸野を解任し、次期監督決定までの間暫定的に富山の監督に就任した。その後、三浦泰年監督就任に伴い監督兼任を解く。2016年シーズンをもって契約を満了、ゼネラルマネージャーを退任した。

## 所属クラブ
- 静岡県立清水東高等学校
- 法政大学
- 1986年-1995年 トヨタ自動車 / 名古屋グランパスエイト

## 個人成績
| 国内大会個人成績 | 国内大会個人成績 | 国内大会個人成績 | 国内大会個人成績 | 国内大会個人成績 | 国内大会個人成績 | 国内大会個人成績 | 国内大会個人成績 | 国内大会個人成績 | 国内大会個人成績 | 国内大会個人成績 | 国内大会個人成績 |
| 年度             | クラブ           | 背番号           | リーグ           | リーグ戦         | リーグ戦         | リーグ杯         | リーグ杯         | オープン杯       | オープン杯       | 期間通算         | 期間通算         |
| 年度             | クラブ           | 背番号           | リーグ           | 出場             | 得点             | 出場             | 得点             | 出場             | 得点             | 出場             | 得点             |
| 日本             | 日本             | 日本             | 日本             | リーグ戦         | リーグ戦         | JSL杯/ナビスコ杯 | JSL杯/ナビスコ杯 | 天皇杯           | 天皇杯           | 期間通算         | 期間通算         |
| ---------------- | ---------------- | ---------------- | ---------------- | ---------------- | ---------------- | ---------------- | ---------------- | ---------------- | ---------------- | ---------------- | ---------------- |
| 1986-87          | トヨタ           |                  | JSL2部           |                  |                  |                  |                  |                  |                  |                  |                  |
| 1987-88          | トヨタ           | 6                | JSL1部           | 21               | 1                | 1                | 0                |                  |                  |                  |                  |
| 1988-89          | トヨタ           | 6                | JSL2部           | 28               | 11               | 2                | 3                |                  |                  |                  |                  |
| 1989-90          | トヨタ           | 6                | JSL2部           | 29               | 27               | 1                | 1                |                  |                  |                  |                  |
| 1990-91          | トヨタ           | 8                | JSL1部           | 22               | 5                | 2                | 0                |                  |                  |                  |                  |
| 1991-92          | トヨタ           | 8                | JSL1部           | 19               | 6                | 2                | 2                |                  |                  |                  |                  |
| 1992             | 名古屋           | -                | J                | -                | -                | 10               | 2                | 1                | 0                | 11               | 2                |
| 1993             | 名古屋           | -                | J                | 22               | 6                | 2                | 0                | 0                | 0                | 24               | 6                |
| 1994             | 名古屋           | -                | J                | 11               | 0                | 0                | 0                | 0                | 0                | 11               | 0                |
| 1995             | 名古屋           | -                | J                | 0                | 0                | -                | -                | 0                | 0                | 0                | 0                |
| 通算             | 日本             | 日本             | J                | 33               | 6                | 12               | 2                | 1                | 0                | 46               | 8                |
| 通算             | 日本             | 日本             | JSL1部           | 62               | 12               |                  |                  |                  |                  |                  |                  |
| 通算             | 日本             | 日本             | JSL2部           |                  |                  |                  |                  |                  |                  |                  |                  |
| 総通算           |                  |                  |                  |                  |                  |                  |                  |                  |                  |                  |                  |

その他の公式戦
- 1990年
  - コニカカップ 4試合1得点
- 1991年
  - コニカカップ 4試合4得点
- 1992年
  - ゼロックス・チャンピオンズ・カップ 2試合0得点

出場歴
- 日本代表初出場：1991年4月4日 対スパルタク・モスクワ戦（山形）
- Jリーグ初出場：1993年5月16日 対鹿島アントラーズ戦（カシマ）
- Jリーグ初得点：1993年5月22日 対横浜マリノス戦（瑞穂球）
- JSL（1部）初出場：1987年

## 指導歴
- 1996年 - 2000年 名古屋グランパスエイト
  - 1996年 - 1998年 統括部スカウト担当
  - 1998年 - 2000年 ジュニアユースコーチ兼ユース選手スカウト
- 2000年 - 2006年 中京大学サッカー部 ヘッドコーチ
- 2005年 - 2008年 帝京大学可児高等学校サッカー部 テクニカルディレクター
- 2006年 - 2008年5月 中京大学体育会サッカー部 監督
- 2008年5月 - 2009年7月 ジェフユナイテッド市原・千葉 ヘッドコーチ
- 2010年 - 2013年 中京大学サッカー部及び中京大学附属中京高等学校サッカー部 チームディレクター（総監督）
- 2014年 名古屋学院大学サッカー部 監督
- 2014年11月 - 2016年 カターレ富山 ゼネラルマネージャー
  - 2015年8月 - 11月 同監督（GM兼任）

## 監督成績
| 年度 | 所属 | クラブ | リーグ戦 | リーグ戦 | リーグ戦 | リーグ戦 | リーグ戦 | リーグ戦 | カップ戦   | カップ戦 |
| 年度 | 所属 | クラブ | 順位     | 勝点     | 試合     | 勝       | 分       | 敗       | ナビスコ杯 | 天皇杯   |
| ---- | ---- | ------ | -------- | -------- | -------- | -------- | -------- | -------- | ---------- | -------- |
| 2008 | J1   | 千葉   | -        | 6        | 2        | 2        | 0        | 0        | -          | -        |
| 2015 | J3   | 富山   | 5位      | 15       | 12       | 5        | 4        | 3        | -          | -        |

- 2008年はヘッドコーチとして指揮。